# XA-200
XA-200 je serija šestkolesnih oklepnih vozil (6x6), ki jih izdeluje finsko podjetje Patria Vehicles Oy iz mesta Hameenlinna. Namenjeno je za prevoz vojakov na bojišče in bližnjo podporo pehoti. Sekundarne naloge vozila so tudi izvidništvo, patruljno in poveljniško delovanje, protiletalska obramba. Vozilo se veliko uporablja v mirovnih silah OZN. Vozila lahko opremijo tudi z radiološko, kemično in biološko zaščito.

## Uporabniki
- Finska - 500+
- Švedska - 86 XA-203S, 18 XA-202S[1]
- Norveška - 80
- Irska - 2
- Nizozemska  - 92